# John Stephen Knight
John Stephen Knight (ur. 10 kwietnia 1942 w Binghamton) – amerykański duchowny rzymskokatolicki posługujący w Kanadzie, w latach 1992-2000 biskup pomocniczy Toronto.

## Życiorys
Święcenia kapłańskie przyjął 2 czerwca 1967. 27 kwietnia 1992 został prekonizowany biskupem pomocniczym Toronto ze stolicą tytularną Taraqua. Sakrę biskupią otrzymał 24 czerwca 1992. 9 kwietnia 2000 zrezygnował z urzędu.